# Viktor Joseph Dewora

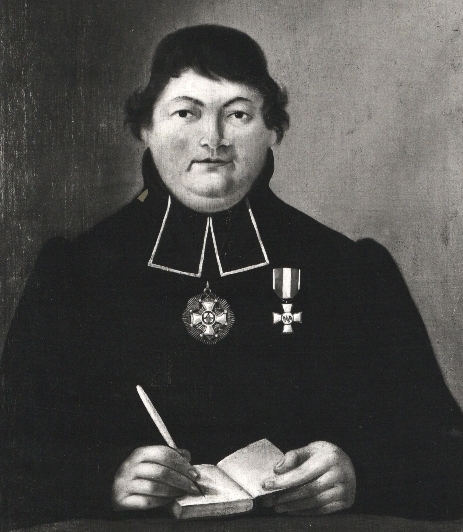
Viktor Joseph Dewora

Viktor Joseph Dewora (auch Viktor Joseph Devora) (* 21. Juni 1774 in Hadamar; † 3. März 1837 in Trier) war ein deutscher katholischer Geistlicher und Pädagoge.

## Leben
Viktor Joseph Dewora wurde als Sohn des Peter Paul Matthaeus Dewora (1751–1817), Tuchfabrikant und Amtmann in Hadamar und dessen Ehefrau Maria Anna Henriette Thekla (1754–1818), Tochter des Johann Victor Klar, Rentmeister in Hadamar, geboren. Er hatte zehn Geschwister.
Nach dem Besuch der Elementarschule seines Heimatortes erhielt er seine erste schulische Bildung von seinem Onkel, einem Ex-Jesuiten, Franz Clar. Er studierte anfangs in Koblenz und erhielt im Herbst 1794, als Primus der oberen philosophischen Klasse, durch den Kurfürsten und Erzbischof Clemens Wenzeslaus von Sachsen eine Stelle im Trierer Priesterseminar. Aufgrund der kriegerischen Unruhen konnte er seine Studien jedoch nicht ohne Störungen und Schwierigkeiten fortsetzen, so dass er sich entschloss, nach Mainz zu gehen. Nachdem es auch hier zu kriegerischen Handlungen gekommen war, ging er an die Universität Würzburg, dort hörte er die Vorlesungen der Professoren Georg Franz Wiesner (1731–1797), Franz Oberthür, Adam Joseph Onymus (1754–1836) und Johann Michael Feder (1753–1824). Unter den Regenten Franz Xaver von Leibes (1753–1828) und Gregor von Zirkel wurde er im Priesterseminar Würzburg aufgenommen und in der Seelsorge ausgebildet. Diese Ausbildung setzte er im Herbst 1796 am Priesterseminar Fulda fort und wurde dort am 25. September 1797 vom Fürstbischof Adalbert III. zum Priester geweiht. Anschließend war er als Gehilfe zunächst in Frickhofen, dann in St. Goarshausen, später in Perl, und zuletzt in St. Matthias in Trier, wo er am 1. Mai 1808 vom Bischof Charles Mannay zum Pfarrer ernannt wurde.
Im Oktober 1810 ließ der Präfekt des Saar-Departements eine Normalschule errichten und zur Verbesserung des Elementarunterrichtes wurde ein Schullehrer-Seminar für den Regierungsbezirk Trier gegründet. Die Leitung des Lehrer-Seminars übertrug der Präfekt Viktor Joseph Dewora, der dazu einen Teil des Pfarrgebäudes in St. Matthias zur Verfügung stellte. Dieser begann im Herbst 1810 in seinem Pfarrhaus 42 Lehrer und Seminaristen auf das Lehreramt vorzubereiten, hierbei wurde er inspiriert durch die Lehrmethoden von Johann Heinrich Pestalozzi. Er hatte nach kurzer Zeit bald einen großen Zulauf und erhielt hierbei auch die Unterstützung der damaligen französischen sowie der späteren preußischen Regierung; von 1810 bis 1824 gelang es ihm, ungefähr 700 Lehrer aus- bzw. weiterzubilden. Um die Allgemeinheit an der Ausbildung zu beteiligen, begann er 1811 öffentliche Prüfungen abzuhalten. Durch die finanzielle Unterstützung von jährlich 1.500 Francs, zuzüglich 300 Francs für Heizmittel, Lehrmaterialien und anderes, war er in Lage einige Gehilfen anzustellen, die ihn unterstützen konnten. Im Jahr 1813 wurde der Unterricht jedoch unterbrochen, weil sich nach der Schlacht bei Hanau kranke und sterbende Soldaten längere Zeit im Pfarrhaus, das als Nebenlazarett genutzt wurde, aufhielten. Erst 1815 konnte der Unterricht wieder vollumfänglich aufgenommen werden. Das von Viktor Joseph Dewora gegründete Lehrerseminar wurde unter der Regierung von König Friedrich Wilhelm III. zur königlichen Lehranstalt erhoben.
1824, nach der Neuorganisation der Domkapitel Trier, wurde er Domkapitular und gleichzeitig vom damaligen Bischof Joseph von Hommer zum Domprediger und Bischöflichen Rat bestellt, 1827 wurde er Dekan und Pfarrer der Kathedrale.
Das von Viktor Joseph Dewora gegründete Lehrerseminar wurde auf Veranlassung des preußischen Kultusministers Karl vom Stein zum Altenstein 1834 nach Brühl verlegt.
Er vermachte der Pfarrkirche St. Matthias 400 Taler, damit diese eine Kaplanstiftung einrichten konnten.

## Trivia
Viktor Joseph Dewora wurde 1834 von dem Maler Ludwig Neureuter porträtiert.

## Ehrungen
- Viktor Joseph Dewora war ein Ritter des königlichen preußischen Roten Adlerordens 3. Klasse.

## Mitgliedschaften
Viktor Joseph Dewora war korrespondierendes und Ehrenmitglied des Großherzoglich Badischen Landwirtschaftlichen Vereins in Ettlingen.

## Schriften (Auswahl)
- Kreuzwegsandachten oder Betrachtungen über das Leiden und Sterben unseres Herrn Jesu Christi nach den gewöhnlichen Stationen. Hadamar 1805.
- Andachten zum heiligen Sakrament des Altars. Hadamar 1805.
- Andachten von der Todesangst Jesu Christi oder über die letzten Worte unseres am Kreuze sterbenden Heilands. Hadamar 1805.
- Predigten ans katholische Landvolk gehalten. Hadamar 1806.
- Neues Gebetbuch für katholische Landleute nach dem Geiste des reinen Christenthums verfaßt. Hadamar 1807.
- Evangelienbuch, worin nicht nur die Evangelien, Episteln und Lektionen auf alle Sonn- und Festtage des Jahrs, sondern auch auf die Feste besonderer Kirchenpatronen enthalten sind. Zum Nutzen und Gebrauche für katholische Kirchen u. Schulen. Hadamar 1808.
- Andachtsbuch für die Verehrer des heiligen Mathias. Trier 1808.
- Bruderschaftsbüchlein für die Verehrer des heiligen Mathias. Hadamar 1808.
- Das Wichtigste für katholische Christen, welche zum Grabe des heiligen Mathias wallfahrten. Hadamar 1808.
- Anmüthige Züge aus dem Leben edler Menschen. Koblenz 1810.
- Predigt am hohen Namenstage Sr. Maj. des Kaisers Franz v. Oesterreich, Königs v. Ungarn u. Böhmen am 4. Okt. 1814 in der Domkirche zu Trier an das k.f. Husarenregiment Erzherzog Joseph, an das 3. k.k. Jägerbataillon, an die geistl. und weltl. Obrigkeiten d. Trierischen Landes u. an die vornehmsten Einwohner, wie auch an die Bürger der Stadt Trier gehalten. Trier 1814.
- Rückblick auf die Jahre der Zertrümmerung und Aussicht auf die bessere Zukunft. Eine Predigt im Jahr 1814 am feierlichen Dankfeste für die Befreiung des heiligen Vaters Pius VII. aus der 5jähr. Gefangenschaft in der Kirche des heiligen Apostels Mathias bei Trier gehalten. Hadamar 1815.
- Edle Züge von gefangenen Russen zu Metz im Jahr 1806. Hadamar 1815.
- Monatliche Verrichtungen bei der Feld- und Wiesenwirthschaft, für die fleißigen und biedern Landleute in deutschen Provinzen des linken Rheinufers. Hadmar 1815.
- Christian Gottlieb Bruch; Viktor Joseph Dewora: Wird es nützlich sein, die katholische Geistlichkeit an der ständischen Verfassung des linken Rhein ufers Theil nehmen zu lassen? Köln 1815.
- Vollständige Darstellungen der monatlichen Beschäftigungen in den Gemüße- und Küchengarten, den fleißigen und biedern Landleuten des preußischen Herzogtum Nieder- und Mittelrhein gewidmet. Hadamar und Koblenz 1816.
- Briefe und Gespräche veranlaßt durch die Entführung und Gefangenschaftsreise des heiligen Vaters Pius VII. von Rom nach Sawona. Hadamar und Koblenz 1816.
- Ignaz von Lojola und Franz von Zavier, oder die wahre Denk- und Handlungsweise der Jesuiten. Hadamar und Koblenz 1816.
- Ländliche Lieder nach schon bekannten Melodien von einem katholischen Seelsorger für Jung und Alt im Volke herausgegeben, um die vielen schmutzigen, Geist und Herz vergiftenden Gassenlieder zu verdrängen. Hadamar und Koblenz 1816.
- Lektionsplan des königlichen Schullehrerseminariums zu St. Mathias bei Trier. Hadamar 1816.
- Anleitung zur Rechenkunst für Stadt- und Landschulen. Hadamar 1817.
- Ehrlich währt am längsten, ein Christenlehr- u. Prüfungsgeschenk für die fleißige und gesittete Jugend. Hadamar 1817.
- Die meisten gleich und ähnlich lautenden, aber der Bedeutung und Abstammung nach verschiedenen Wörter der deutschen Sprache, zum Gebrauche bei dem Diktirschreiben in Schulen und um die Kinder leichte Sätze und Perioden bilden zu lehren. Hadamar 1817.
- Zwei Reden bei der feierlichen Vereidung der aus dem Regierungsbezirke von Trier in königlich preußische Militärdienste getretenen Ersatzmannschaft im Jahr 1817 unter freiem Himmel in Trier gehalten. Trier 1817.
- Die Macht der kindlichen Liebe. Ein Christenlehr- u. Prüfungsgeschenk für die fleißige und gutgesinnte Jugend. Hadamar u. Koblenz 1817.
- Selig sind die Barmherzigen. Ein Christenlehrgeschenk. Trier 1817.
- Der preußische Soldatenfreund. Ein Lesebuch für die niederrheinische männliche Jugend. Hadamar und Koblenz 1818.
- Abhandlung über die zweckmäßigsten Strafen und Belohnungen in Elementarschulen. Hadamar und Koblenz 1818.
- Saamenkörner für die Ewigkeit. Ein vollständiges Gebetbuch für katholische Christen. Hadamar und Koblenz 1818.
- Erörterung der heiligen Pflichten an die Soldaten katholischer Religion im Dienste des stehenden königlich preußischen Heeres. Eine Predigt bei der feierlichen Vereidung der aus dem Regierungsbezirk Trier berufenen Ersatzmannschaften den 2. December. 1818. Hadamar 1818.
- Die sittliche Erziehung in Elementarschulen. Hadamar 1819.
- Die gewissenhaften Menschen. Ein lehrreich unterhaltendes Historienbuch für die katholische Jugend. Hadamar 1820.
- Hülfsbuch zum Erklären in katholischen Elementarschulen. Hadamar 1820.
- Der Schutzgeist der Kinder. Ein Erzählungsbuch für Elementarschulen. Hadamar 1820.
- Die Kraft der Religion. Ein Christenlehr- und Prüfungsgeschenk. Hadamar 1821.
- Beispiel der werkthätigen Nächstenliebe. Ein Christenlehr- und Prüfungsgeschenk. Hadamar 1821.
- Naturbeschreibung des menschlichen Leibes für die Jugend. Koblenz 1821.
- Naturbeschreibung der Thiere für die Jugend. 4 Hefte. Koblenz 1821–22.
- Die sieben letzten Worte unseres am Kreuze sterbenden Erlösers. Eine Predigt am Charfreitage. Hadamar 1822.
- Die Feinde und Freunde unseres am Kreuze leidenden und sterbenden Erlösers in Reden an das Christenvolk. Hadamar 1823.
- Der Familienkreis der Kinder mit seinen nächsten Umgebungen. Ein lehrreich unterhaltendes Historienbuch für die katholische Jugend. Koblenz 1824.
- Die Macht des Gewissens. Ein Büchlein zur Lehre und Warnung für die Jugend. Hadamar und Koblenz 1824.
- Gott segnet die Fleißigen oder: Was der Mensch säet, das wird er ernten. Ein Lesebuch für die Jugend. Hadamar und Koblenz 1824.
- Gott ist die reinste Liebe. Ein vollständiges Gebet- und Erbauungsbuch für katholische Christen. Hadamar und Koblenz 1824.
- Kern der christlichen Andacht. Ein Gebet- u. Erbauungsbuch für katholische Christen. Hadamar und Koblenz 1824.
- Trauerrede auf den Tod des hochwürdigen Herrn Karl Mannay, früherhin Bischof zu Trier, nachher zu Rennes in Frankreich, am 22. December 1824 in der Domkirche Trier gehalten. Koblenz 1825.
- Der Rheinische Erzähler für Katholiken – eine Zeitschrift.1826.
- Betrachtungen, Gebete und Litaneien bei dem 7tägigen Besuche der Stationen in den Kirchen des Bisthums Trier, um Jubelablaß zu gewinnen. Koblenz 1826.
- Beispiele der Sinnesänderung, Lebensbesserung und Bekehrung. Koblenz 1828.
- Liebliche Bilder von Güte, Freundschaft, Treue und Dankbarkeit. Koblenz 1828.
- Lehrreiche Erzählungen von dem rechten Verhalten gegen sich selbst. Koblenz 1828.
- Die sanftmüthigen Menschen. Koblenz 1828.
- Kleiner Spiegel des rechten Verhaltens gegen die Thiere. In Erzählungen für Kinder. Koblenz 1828.
- Sittenspiegel für Knaben und Jünglinge. Koblenz 1829.
- Sittenspiegel für Bürger und Landmann. Koblenz 1829.
- Trauerrede auf den Tod Seiner Heiligkeit des Papstes Leo XII, gehalten im Dom zu Trier. Koblenz 1829.
- Das tägliche Breviergebet, wozu alle katholischen Geistlichen verpflichtet sind, als eine uralte und zweckmäßige Einrichtung beschrieben. Koblenz 1832.
- In welcher Sprache haben die ersten Glaubensprediger und die ersten Trierischen Bischöfe das heilige Meßopfer verrichtet und in welcher soll es noch jetzt verrichtet werden? Ein katechetischer Unterricht für die kathol. Glaubensgenossen des Bisthums Trier. Koblenz 1833.
- Die von der katholischen Kirche vorgeschriebenen Ceremonien und Gebete bei der feierlichen Einweihung einer Kirche. Koblenz 1833.
- Zarte Jugendblüthen, ein Lesebuch für kleine Mädchen in katholischen Elementarschulen. Koblenz 1833.
- Freundliche Bilder aus dem Leben edler Frauen und Mütter. Koblenz 1834.
- Leuchtende Sterne auf dem Pilgerwege zum himmlischen Vaterlande. Koblenz 1835.
- Des ehrwürdigen Johannes Gueng, Priesters der Gesellschaft Jesu und ehemaligen Dompredigers zu Trier hinterlassene Homilien über die sonn- und festtägliche Evangelien des ganzen katholischen Kirchenjahrs. Wintertheil. Koblenz 1834 und Frühlingstheil 1836.
- Elementarbuch zum Lesenlernen für katholische Pfarr- u. Filialschulen. Trier 1836.
- Namenbüchlein für die lieben Kleinen in katholischen Elementarschulen. Trier 1837.
- Ehrendenkmal. Quellen zur Geschichte der Koalitionskriege 1792–1801. Hrsg. v. Michael Embach. Mitteilungen und Verzeichnisse aus der Bibliothek des Bischöflichen Priesterseminars zu Trier, Bd. 8. Trier: Paulinus-Verlag 1994. ISBN 3-7902-0155-3